# Stade Gabésien
Stade Gabésien is een Tunesische voetbalclub uit Gabès. De grote rivaal van de club is AS Gabès.
In 1958 promoveerde de club voor het eerst naar de hoogste klasse en werd voorlaatste. De terugkeer kwam er in 1961. Stade werd toen achtste met één punt voorsprong op US Monastir, Club Tunisien en CA Bizertin. Deze laatste club degradeerde. Het volgende seizoen kon de club de degradatie niet vermijden en werd troosteloos laatste.
Dit keer duurde het tot 1979 vooraleer de club terug kon keren bij de elite. De geschiedenis herhaalde zich en de club eindigde één punt boven de degradatie en moest het volgende seizoen afvloeien. Stade herpakte zich wel goed en promoveerde meteen terug maar moest ook dit keer na twee seizoenen opnieuw de koffers pakken.
Deze keer zou het 23 jaar duren vooraleer de club opnieuw naar de hoogste klasse zou promoveren. Na één seizoen moest de club weer een stap terugzetten.